# Ізоколон
Ізоколон (від грецьк. isos — рівний та kolon — частина речення, складник періоду) — стилістична фігура, що виявляється в кількаразовому повторенні на невеликому відтинку віршової площі одних і тих самих слів або словосполучень (колонів) задля витворення синтаксичного паралелізму з анафоричними та епіфоричними компонентами, а також інтонаційного і сенсового увиразнення поетичного мовлення
. Ізоколон також використовується з метою емоційного забарвлення мови в художніх творах. В ізоколоні спостерігаються ознаки ізосинтаксизму. Ізоколон  часто використовується, навіть позасвідомо, у повсякденних розмовах.

## Приклад ізоколона
На горі гора,
а на тій горі
піч горить.
Піч горить —
хліб пече.
"На тобі, пече,
мою печаль,
хай хліб пече,
а не серце молоде" 
(Василь Голобородько, зі збірки віршів «Летюче віконце»).